# Phragmatobia cathlava
Phragmatobia cathlava là một loài bướm đêm thuộc phân họ Arctiinae, họ Erebidae.